# Triptano
Triptanos são uma família de fármacos à base de triptamina usados no tratamento de enxaquecas e cefaleia em salvas. Os triptanos foram introduzidos no mercado na década de 1990. Embora sejam eficazes no tratamento de dores de cabeça individuais, não são eficazes na prevenção nem são considerados cura. Também não são eficazes no tratamento de cefaleia de tensão, exceto em pessoas em que também ocorram enxaquecas.